# Colt NEW HOUSE Revolver

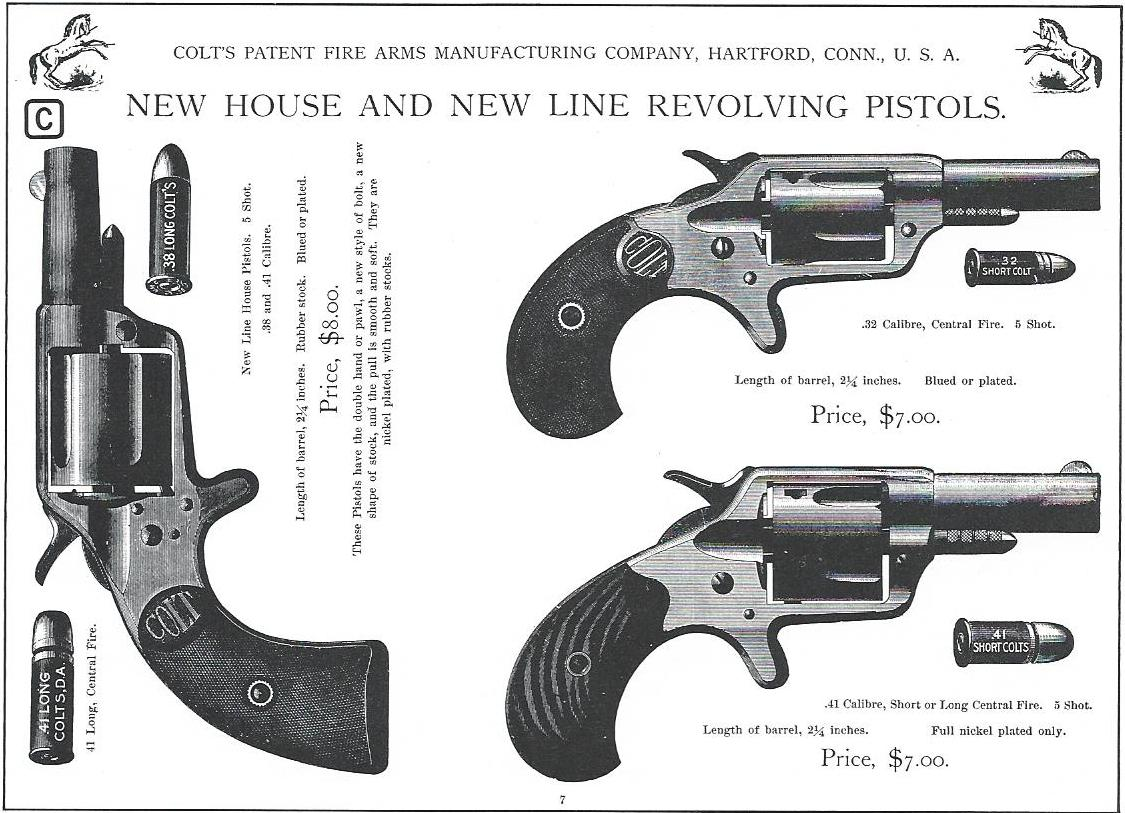
Colt NEW LINE und NEW HOUSE Revolver

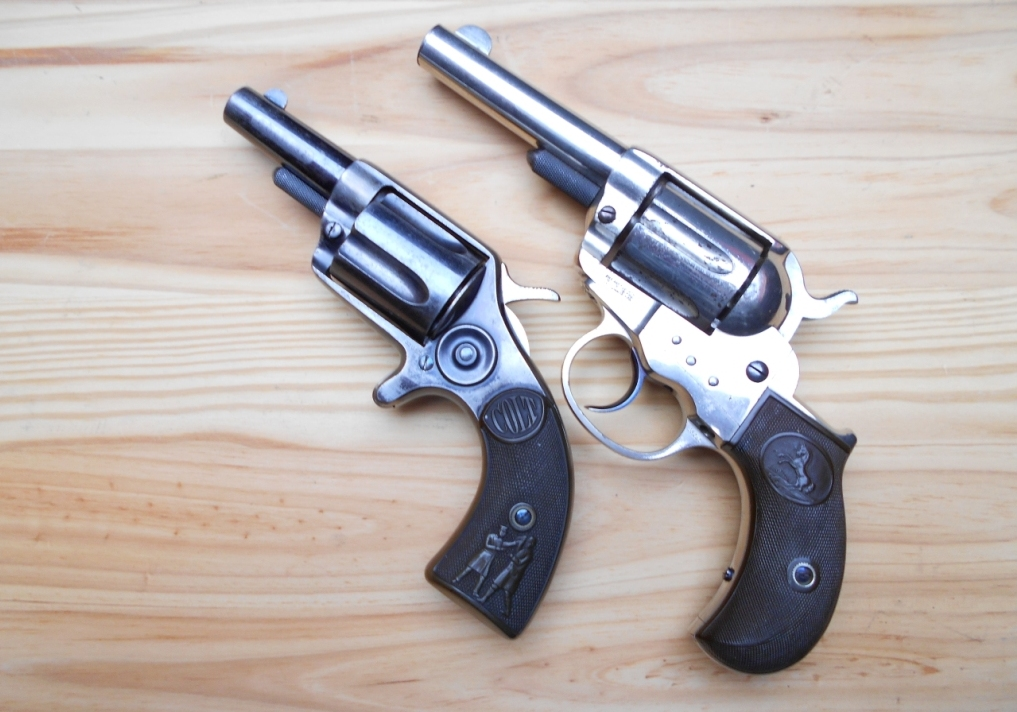
Vergleich Colt NEW POLICE mit Colt Lightning

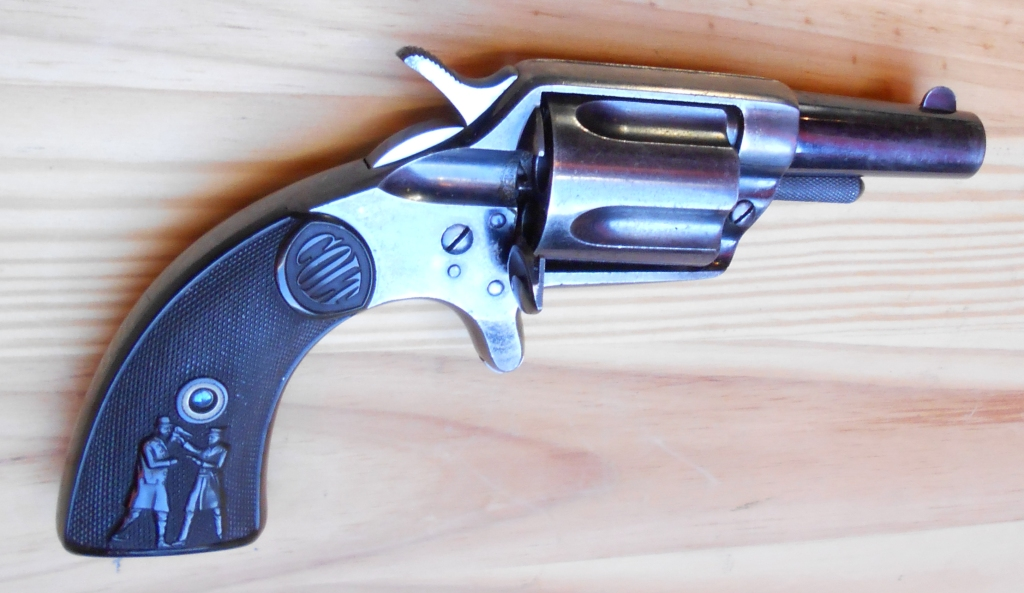
Colt NEW POLICE, Ladeklappe geöffnet

Die Colt NEW HOUSE und Colt NEW POLICE Revolver sind Revolver des amerikanischen Herstellers Colt. Sie sind Weiterentwicklungen der ab 1871 hergestellten Colt HOUSE Revolver und der ab 1873 hergestellten Colt NEW LINE. Sie wurden zwischen 1880 und 1886 hergestellt und verschossen im Gegensatz zu ihren Vorläufern, welche wahlweise für Rand- oder Zentralfeuerpatronen hergestellt wurden, nur noch Zentralfeuerpatronen. Wie ihre Vorläufer sind sie Single-Action Revolver, bei denen der Hahn vor dem Abschuss mit dem Daumen gespannt werden muss. In der Größe waren sie mit den Double-Action Model Colt Lightning Double Action Revolvern vergleichbar, welche die gleiche Munition verschossen.
Die meisten ab 1880 hergestellten Colt NEW HOUSE Revolver hatten einen 2¼ Zoll-Lauf (ca. 5,7 cm). Sie verschossen Zentralfeuer-Schwarzpulverpatronen lang und kurz in den Kalibern .38 (seltener Kaliber .32 und .41). Im Unterschied zu ihren Vorgängern, den NEW LINE Revolvern mit einem „Vogelkopfgriff“ hatten sie einen größeren und unten flachen Griff. Zudem hatten sie eine an der rechten Rahmenseite angebrachte Ladeklappe mit einer Einfräsung zum Öffnen mit dem Fingernagel. Bei den kurzläufigen NEW HOUSE Revolvern fehlte der Hülsenausstoßer, zum Entladen entfernte man die Trommel, die Hülsen konnten mit der Trommelachse ausgestoßen werden. Interessant ist, dass einer der NEW HOUSE Revolver mit einem 10 Inch (25,4 cm) langen Lauf existiert.
1882 kam die Variante des NEW POLICE hinzu. Die meisten dieser Revolver hatten einen 2¼-Zoll-Lauf, sie dienten als Taschenrevolver, seltener sind Lauflängen von 4¼ Zoll (11 cm), 5 Zoll (12,7 cm) und 6 Zoll (15,2 cm). NEW POLICE Revolver mit einem Lauf länger als 4¼ Zoll hatten zusätzlich einen Hülsenausstoßer, der in der Konstruktion dem des Colt Single Action in verkleinerter Ausführung entsprach. Bei den NEW POLICE-Revolvern war unten auf den Griffschalen ein Polizist und ein Gangster (Cop and Thug) dargestellt.
Vom NEW HOUSE und NEW POLICE - Revolver wurden ab 1880 bis 1886 gesamthaft 25.700 Stück hergestellt.